# Mimorsidis andamanicus
Mimorsidis andamanicus är en skalbaggsart som beskrevs av Stefan von Breuning 1953. Mimorsidis andamanicus ingår i släktet Mimorsidis och familjen långhorningar. Inga underarter finns listade i Catalogue of Life.